# Sakis Tolis
Sakis Tolis, właściwie Athanasios Tolis gr. Αθανάσιος Τόλης (ur. 29 czerwca 1972 w Atenach) – grecki wokalista, gitarzysta i klawiszowiec. Współzałożyciel i lider grupy muzycznej Rotting Christ, którą współtworzy m.in. wraz z młodszym bratem Themisem. Od 1993 roku gra także w zespole Thou Art Lord. Tolis występował ponadto w grupach Desolation i Sound Pollution.
Jeden z ulubionych przez muzyka przepisów kulinarnych ukazał się w 2009 roku w książce Hellbent For Cooking: The Heavy Metal Cookbook (Bazillion Points, ISBN 978-0979616372). Ponadto w książce znalazły się przepisy nadesłane przez takich muzyków jak: Marcel Schirmer (Destruction), Jeff Becerra (Possessed), John Tardy (Obituary) czy Andreas Kisser (Sepultura).

## Dyskografia
- Sound Pollution – Practic Holocaust (1988)
- Sound Pollution – The Other Side of Life (1989)
- Varathron – His Majesty at the Swamp (1993, gościnnie)
- Out of the Lair – Psychotears (2003, gościnnie)[7]
- Astarte – Sirens (2004, gościnnie)[8]
- Daylight Misery – Depressive Icons (2010, gościnnie)[9]
- Melechesh – Enki (2015, gościnnie)
- Sigh – Graveward (2015, gościnnie)
- Spartan – The Fall of Olympus (2015, gościnnie)

## Instrumentarium
- Grosman V Sakis Signature Guitar 6 string[10]
- B.C. Rich WMD Warbeast 6 string[11]

## Filmografia
- Black Metal: The Music of Satan (2011, film dokumentalny, reżyseria: Bill Zebub)